# Enggano
Enggano è un'isola dell'Indonesia situata nell'oceano Indiano, situata circa 100 km a sud-ovest dell'isola di Sumatra.
L'isola appartiene alla provincia indonesiana del Bengkulu, distretto Bengkulu Nord.

## Geografia
Enggano si trova circa 170 km a sud di Bengkulu, la capitale provinciale.
L'isola misura circa 35 km di lunghezza da est ad ovest e 16 di larghezza da nord a sud. La sua superficie è di 443 km². L'altezza media si aggira sui 100 m. L'interno è coperto da una densa vegetazione e culmina nei 281 m. del rilievo più elevato.
I centri abitati principali in passato erano nell'entroterra, ora sono Barhau, Kabuwe e Kayaapu e sono tutti situati sulla costa nord-orientale, mentre la costa sud-occidentale è impervia e battuta dall'Oceano Indiano.
Enggano è raggiungibile in battello partendo dal porto di Bengkulu.

## Storia
Non essendo state effettuare ricerche archeologiche sull'isola, non si hanno informazioni sul suo passato. Il nome Enggano, di origine portoghese, suggerisce contatti con navigatori di quell'origine anche se la prima citazione scritta dell'isola risale al diario di bordo delle prime navi olandesi dirette in Indonesia: la spedizione guidata da Cornelis de Houtman avvistò l'isola nel 1596 ma abbandonò il tentativo di sbarco alla ricerca di approvvigionamenti per la manifesta ostilità dei nativi.
Nel 1645 vi fu un tentativo di sbarco per catturare schiavi da portare a Batavia: vi fu un'intensa battaglia al termine della quale vennero catturati 82 indigeni. La spedizione, che costò diverse perdite, scoraggiò futuri tentativi di contatto con la popolazione locale.
La visita successiva risale al 1771 quando vi sbarcò il britannico Charles Miller, dopo di lui vi si recò un commerciante di olio di cocco, un Mr. R. Francis che vi soggiornò per lunghi periodi dal 1865 al 1870 e lasciò presso i locali una forte impressione, tanto che era ancora citato nel 1937 quando arrivò sull'isola il linguista tedesco Hans Kähler che vi rimase per diversi mesi per studiare la lingua locale.
Il principale studioso della cultura e storia dell'isola è però l'italiano Elio Modigliani che nel 1891 rimase sull'isola per 8 mesi. Il libro L'isola delle donne. Viaggio ad Engano del 1894 è ancora oggi, soprattutto le illustrazioni, una delle principali fonti sulla storia della cultura dell'isola.

## Lingua e cultura

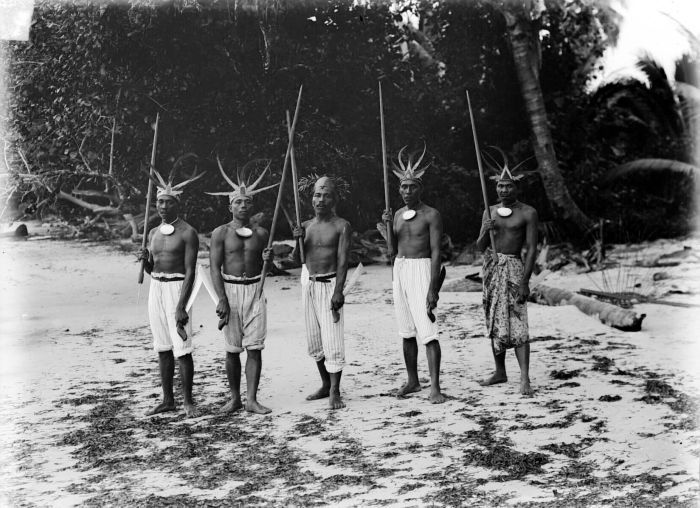
Uomini enggano in costume di guerra (data sconosciuta).

La Lingua enggano appartiene alla famiglia delle Lingue austronesiane, gruppo delle Lingue maleo-polinesiache. Nel 2000 non c'erano più che 1500 persone circa che la parlavano, quindi corre il rischio di scomparire.

## Fauna
L'isola ospita un numero ridotto di specie di piante ed animali, vi sono alcune specie endemiche quali l'assiolo di Enggano (Otus enganensis), un piccolo rapace notturno della famiglia degli Strigidi, l'occhialino di Enggano (Zosterops salvadorii), un passeraceo endemico di Enggano e delle isole vicine, l'Hemiphyllodactylus engganoensis, un piccolo geco, e il Coelognathus enganensis, un serpente della famiglia dei Colubridi che può raggiungere quasi i due metri di lunghezza e che viene comunemente chiamato serpente dei topi.